# Noors Filminstituut
Het Noors Filminstituut (Noors: Norsk filminstitutt) werd opgericht op 3 mei 1955 om de ontwikkeling van de Noorse filmindustrie te steunen. Op 1 april 2008 werd het samengevoegd met het Noors Film Fonds, Noors Filmontwikkeling, en de Noorse Filmcommissie om het 'nieuwe' Noors Film Instituut te vormen onder toezicht van het Ministerie van Cultuur.
Het NFI is een lid van de Internationale Federatie van Filmarchieven, de Internationale Raad van Educatieve Media, de Europese Filmacademie, en Scandinavian Films, en vertegenwoordigd Noorwegen in Eurimages en het Europese Audiovisuele Observatorium.
Een groot deel van de archieven is opgeslagen in een zwaar beveiligde bunker in Mo i Rana.